# Santuário de Święta Lipka
Santuário de Święta Lipka ( em polonês/polaco:  Sanktuarium w Świętej Lipce; em alemão:  Heiligelinde ), em inglês conhecido como Holy Linden, é uma basílica católica romana localizada na pequena vila de Święta Lipka, no nordeste da Polônia. Serve como local de peregrinação e santuário sagrado dediado à Virgem Maria. Construído durante o final do século XVII, a basílica é um dos melhores exemplos da arquitetura barroca na Polônia e no mundo. Também é famoso por seu órgão de tubos em movimento, possivelmente o melhor instrumento da igreja já construído.

## Culto

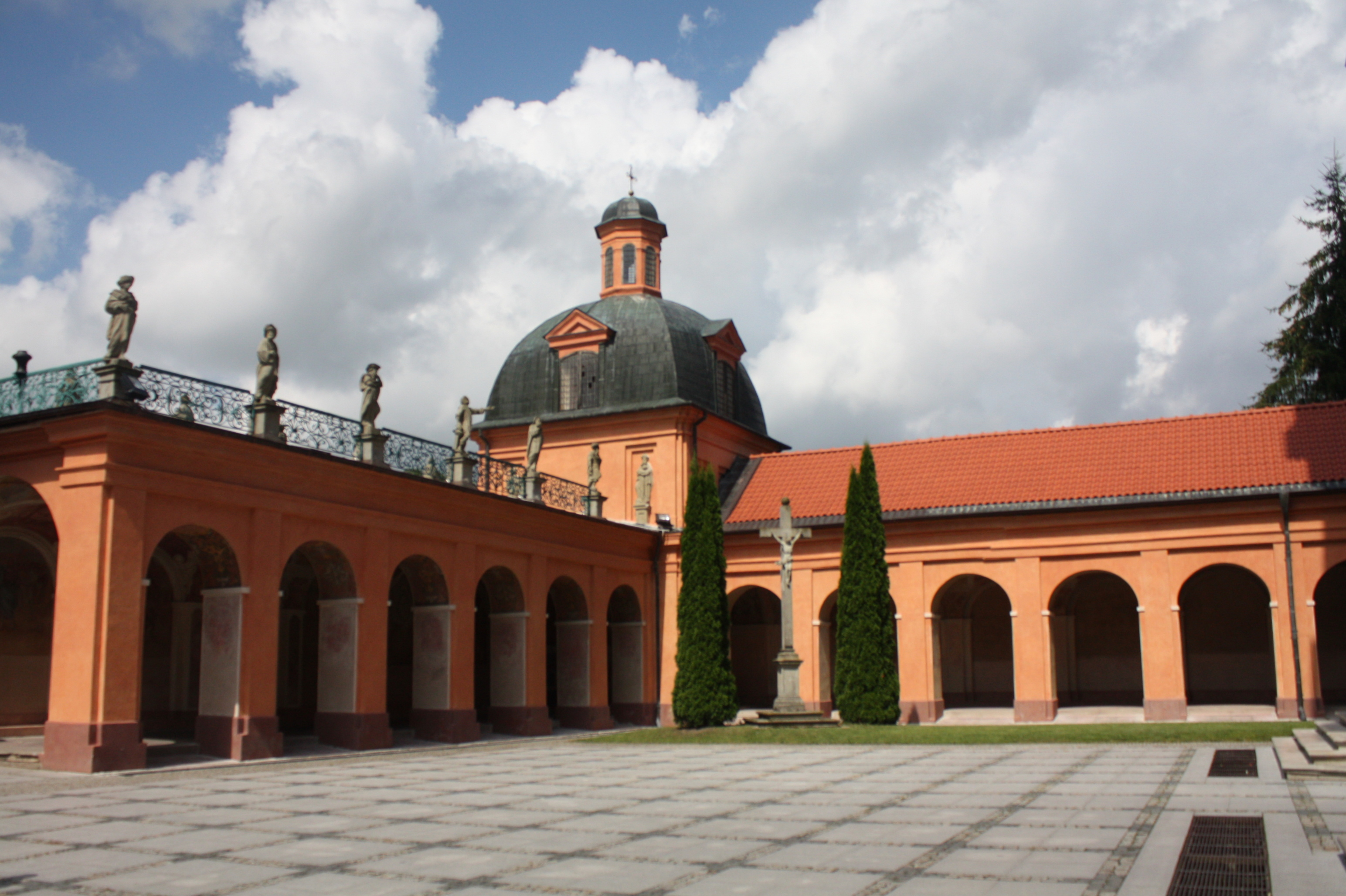
Claustros

O culto semi-lendário foi cultivado pelos habitantes locais desde os anos 1300, quando um criminoso esculpiu uma estatueta de Maria na prisão de Kętrzyn, nas proximidades, após uma aparição mariana. Ele foi inesperadamente libertado e, a caminho de Reszel, colocou a estatueta em uma tília como sinal de gratidão.   Dizia-se que o objeto fazia maravilhas e tinha propriedades curativas. Alberto, duque da Prússia, visitou o local sagrado enquanto peregrinava descalço de Königsberg em 1519. Essa tradição também foi observada anteriormente pelos Cavaleiros Teutônicos .
O santuário medieval foi destruído durante a Reforma Protestante por volta de 1524 e a forca foi colocada no mesmo local para assustar os fiéis católicos. Quase um século depois, foi reconstruída pelo secretário pessoal do rei Sigismundo III, que comprou a terra onde ficava a estatueta desaparecida.  Uma pintura de Maria com o menino Jesus de um mestre pintor belga Bartholomew Pens de Elbing substituiu a relíquia perdida. Durante o dilúvio sueco, muitos dos itens de valor inestimável do tesouro da capela foram escondidos em Gdansk (Danzig) e sobreviveram à turbulência. Como o catolicismo permaneceu a religião dominante nas proximidades de Warmia (Ermland), os devotos de toda a Comunidade Polonês-Lituana viajavam regularmente para o local, principalmente de Varsóvia e Vilnius.
Até hoje, a rota de peregrinação da cidade de Reszel até Święta Lipka está alinhada com pequenos santuários barrocos e tílias, que datam do século XVIII.

## Basílica

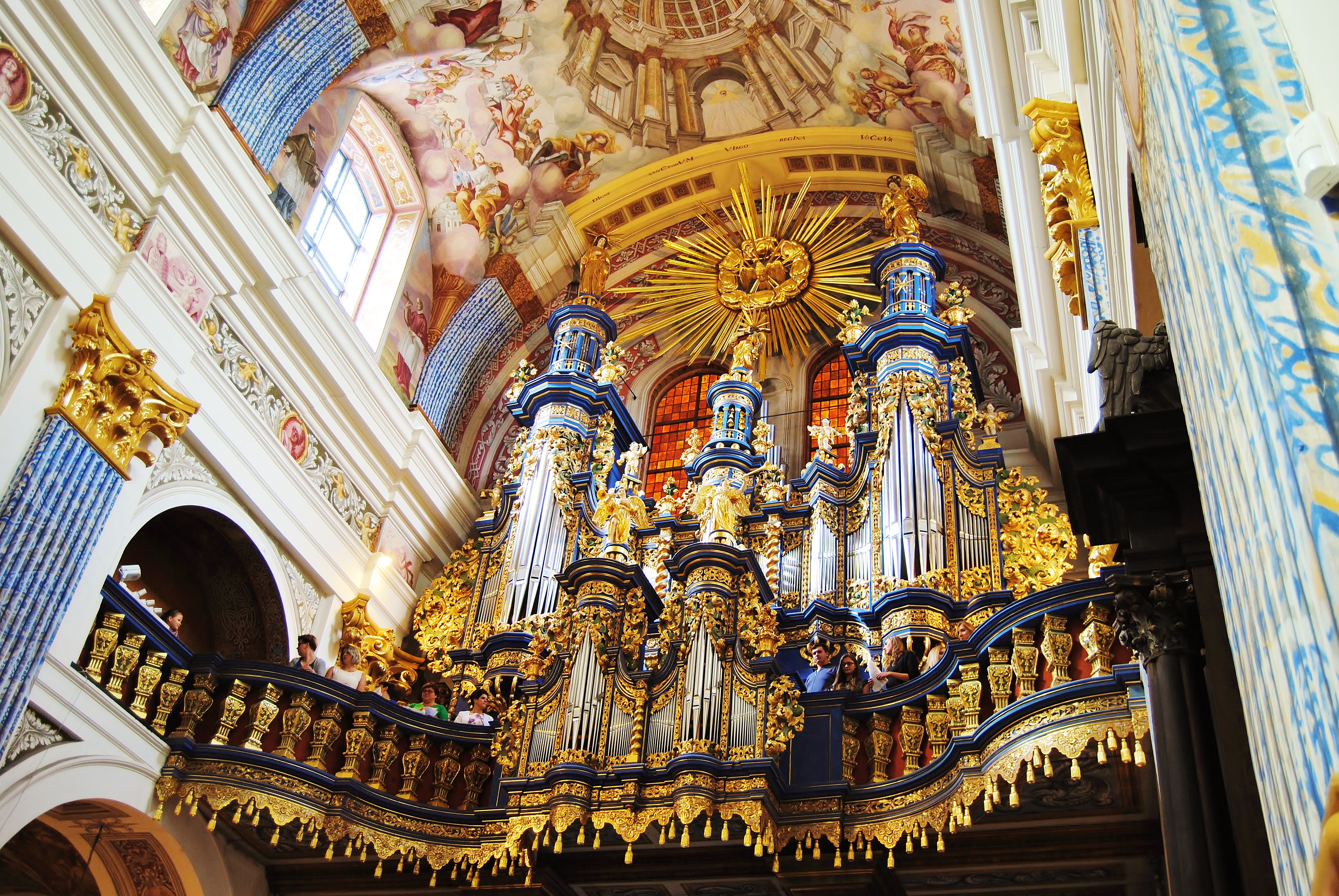
O órgão de tubos em movimento

A igreja e o convento foram fundados pela Companhia de Jesus e a construção foi iniciada pelo cardeal polonês Michał Stefan Radziejowski em 1688.  A consagração do templo ocorreu em 15 de agosto de 1693. Devido ao grande número de peregrinos que chegaram, a instalação foi significativamente ampliada ao longo dos anos e um claustro fortificado com capelas em forma de torre em cúpula foi concluído em 1708, dando à estrutura geral uma aparência defensiva. O interior elaborado levou mais de 50 anos para ser totalmente finalizado e mobiliado. A igreja foi adornada com decorações através de doações feitas por notáveis ricos ou monarcas piedosos como Ladislaus IV, Rainha Marie Casimire ou Stanislaus I Leszczyński e sua esposa Catarina.
O altar monumental foi feito entre 1712 e 1714 pelos melhores escultores presentes na Polônia na época. O objeto, composto por três partes ou andares principais, é adornado pelas figuras douradas de santos e mártires. João III Sobieski presenteou os jesuítas com uma pintura após sua vitória na Batalha de Viena e depois foi incorporada ao retábulo.

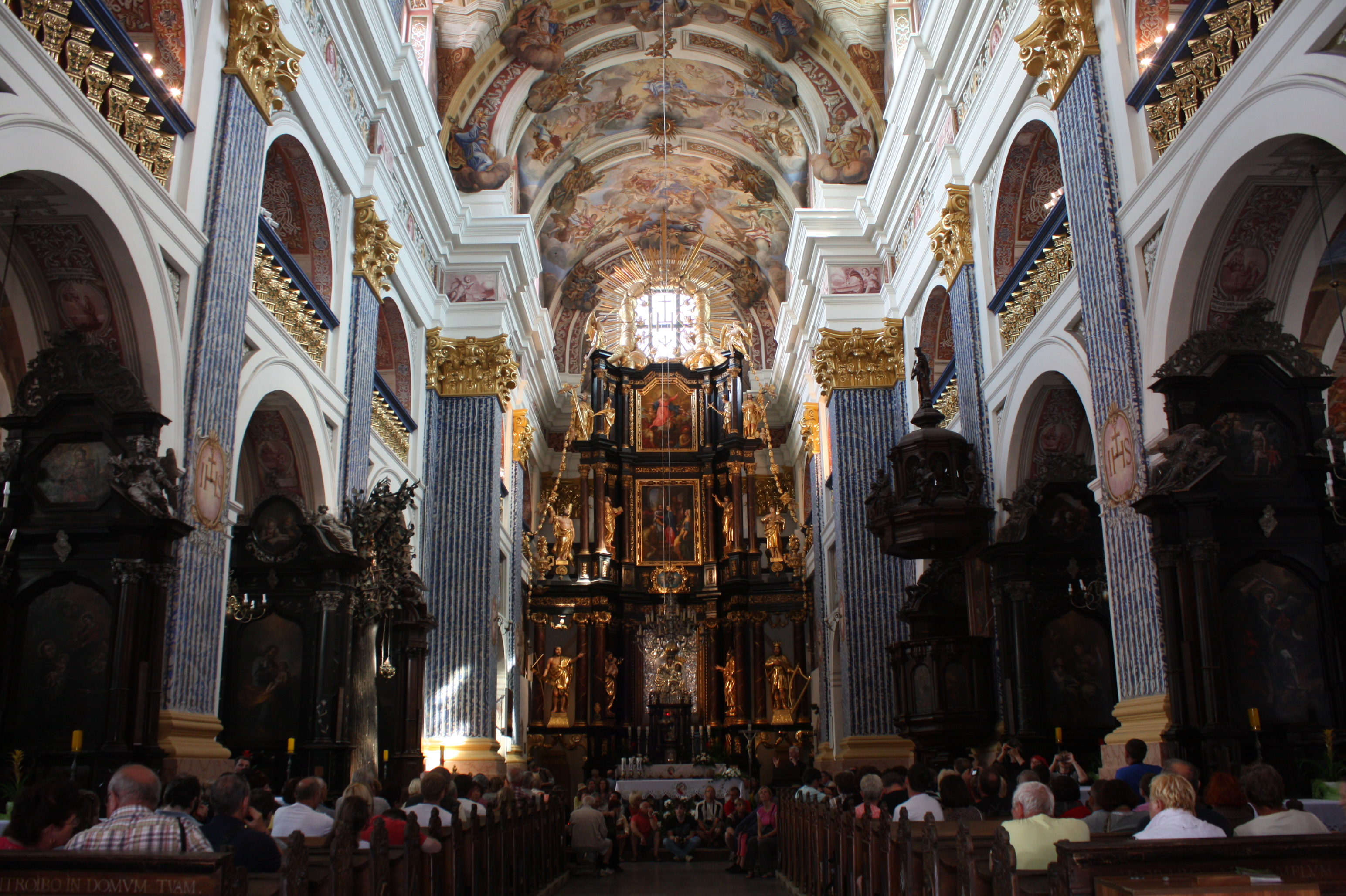
O interior com afrescos principais do altar e do cofre

A pintura ornamentada e os afrescos no teto do cofre foram concluídos em 1727. Eles apresentam imagens de São Casimiro, Sigismundo III e Edviges da Silésia.
O atributo mais distinto e um tesouro do santuário é o órgão de tubos em movimento, erguido nos anos 1719-1721 por Johann Josua Mosengel. As figuras e esculturas decorativas se movem à medida que o órgão é tocado, tornando-o um dos instrumentos mais exclusivos de todos os tempos. Em 1944, foi danificado, mas reparado logo depois.

Os jesuítas foram finalmente removidos do mosteiro de Święta Lipka pelos prussianos após as partições da Polônia no século XVIII. Eles retornaram ao convento em 1932. Após a Segunda Guerra Mundial, quando Warmia-Masuria retornou à Polônia sob o Acordo de Potsdam, Święta Lipka foi transformada em um importante santuário, ao lado do Mosteiro Jasna Góra. Além disso, continua sendo um excelente exemplo de arte e arquitetura barrocas.